# Trestonia turbula
Trestonia turbula är en skalbaggsart som beskrevs av Monné och Lúcia Maria de Campos Fragoso 1984. Trestonia turbula ingår i släktet Trestonia och familjen långhorningar. Inga underarter finns listade i Catalogue of Life.